# Mawrth Vallis
Perforat per l'aigua que antigament fluïa per la superfície del planeta, Mawrth Vallis és un dels canals de desbordament més destacats de Mart. La vall, que va arribar a ser un lloc potencialment habitable, constitueix una de les principals formacions d'una regió situada entre els planells del sud i les terres baixes del nord.